# Quezon (Nueva Vizcaya)
Quezon is een gemeente in de Filipijnse provincie Nueva Vizcaya op het eiland Luzon. Bij de laatste census in 2007 had de gemeente ruim 17 duizend inwoners.

## Geografie

### Bestuurlijke indeling
Quezon is onderverdeeld in de volgende 12 barangays:
| - Aurora - Baresbes - Bonifacio - Buliwao - Calaocan - Caliat | - Dagupan - Darubba - Maasin - Maddiangat - Nalubbunan - Runruno |

## Demografie
Quezon had bij de census van 2007 een inwoneraantal van 17.487 mensen. Dit zijn 1.501 mensen (9,4%) meer dan bij de vorige census van 2000. De gemiddelde jaarlijkse groei komt daarmee uit op 1,25%, hetgeen lager is dan het landelijk jaarlijks gemiddelde over deze periode (2,04%). Vergeleken met de census van 1995 is het aantal mensen met 3.543 (25,4%) toegenomen.

De bevolkingsdichtheid van Quezon was ten tijde van de laatste census, met 17.487 inwoners op 187,5 km², 93,3 mensen per km².